# Максим (Репанеллис)
Митрополи́т Макси́м (греч. Μητροπολίτης Μάξιμος, в миру Стилиано́c Репане́ллис, греч. Στυλιανός Ρεπανέλλης; 1919, деревня Ватуса, остров Лесбос, Греция — 4 января 1991) — епископ Константинопольской православной церкви, митрополит Ставропольский, ипертим и экзарх всей Карии.

## Биография
В 1944 году окончил Халкинскую богословскую школу.
22 октября 1944 года был рукоположен во диакона митрополитом Халкидонским Максимом (Вапордзисом).
С 1948 по 1951 году обучался на философском факультете Лёвенском университете.
В 1951 году назначен преподавателем в Халкинскую богословскую школу.
6 августа 1952 года был рукоположен во пресвитера митрополитом Сардским Максимом (Цаусисом).
В 1955 году назначен ректором Халкинской богословской школы и числился таковым до 1989 года.
26 февраля 1961 года последовало его рукоположение во епископа с возведением в достоинство титулярного митрополита Ставропольского.
6 сентября 1965 года стал правящим митрополитом с тем же титулом.
Скончался 4 января 1991 года.